# Chad Allen
Chad Allen (født 5. juni 1974) er en amerikansk skuespiller. Han startede sin  karriere da han var 7 år som børneskuespiller. Han var et teenageidol sidst i 1980'erne som David Wintherspoon på NBC-familiedramaet Our House og som Zach Nichols på NBC-komedien My Two Dads, før han startede sine voksenkarriere som Matthew Cooper på CBS western-dramaserie Dr. Ouinn: Medicine woman (Lille doktor på prærien).

## Tidlige Liv
Allen var født Chad Allen Lazzari i Cerritos, Californien,  og voksede op i Artesia. Han har en tvillingesøster som hedder Charity. Allens familie er af italiensk og tysk oprindelse, og  er opdraget i et romersk-katolsk hjem. Allen gik på St. John Bosco High School i Bellflower, Californien.